# Antarctic and Southern Ocean Coalition
Die Antarctic and Southern Ocean Coalition (ASOC), deutsch Antarktis- und Polarmeervereinigung, ist ein globaler Zusammenschluss von nicht regierungsangehörigen Umweltschutzorganisationen mit Sitz in Washington, D.C. Zweck ist der Schutz des Polarmeers und der Antarktis. Die 1978 gegründete Organisation hat über 200 Mitgliedsverbände in über 40 Staaten weltweit, für Deutschland Greenpeace Deutschland, WWF Deutschland, BUND und Deutscher Naturschutzring (DNR).

## Aktionen
In den 1980er Jahren wandte sich die Organisation gegen die Verhandlungen des Mineralienabkommens CRAMRA, wobei der Arbeit von ASOC und anderer Organisationen zugesprochen wird, die Umweltschutzvorschriften verschärft zu haben.